# Bârzești (okręg Ardżesz)
Bârzești – wieś w Rumunii, w okręgu Ardżesz, w gminie Vulturești. W 2011 roku liczyła 587 mieszkańców.